# Gestion de réseaux
Le Network management, terme anglophone qui signifie gestion de réseaux informatique, se réfère aux activités, méthodes, procédures comme la surveillance du réseau et aux outils de mise en œuvre par l'administrateur réseaux ayant trait à l'exploitation, l'administration, la maintenance et la fourniture des réseaux informatiques.
La gestion des réseaux informatiques constitue un problème dont l’enjeu est de garantir au meilleur coût, non seulement la qualité du service rendu aux utilisateurs mais aussi la réactivité dû aux changements et à l'évolution rapide du secteur informatique.
Cette gestion des réseaux se définit comme étant l’ensemble des moyens mis en œuvre (connaissances, techniques, méthodes, outils, ...) pour superviser et exploiter des réseaux informatiques et planifier leur évolution en respectant les contraintes de coût, de qualité et de matériel. 
La qualité de service se décline sur plusieurs critères pour le futur utilisateur, notamment la disponibilité, la performance (temps de réponse), la fiabilité, la sécurité…
Les activités d’administration sont communément classées en trois activités qui sont la Supervision, l'Administration et l'Exploitation.

## Supervision de réseaux[1]
La supervision consiste à surveiller les systèmes et à récupérer les informations sur leur état et leur comportement, ce qui peut être fait par interrogation périodique ou par remontée non sollicitée d’informations de la part des équipements de réseaux eux-mêmes.
Le plus grand souci d’un administrateur est la panne. En effet, il doit pouvoir réagir le plus rapidement possible pour effectuer les réparations nécessaires. Il faut pouvoir surveiller de manière continue l’état des réseaux afin d’éviter un arrêt prolongé de celui-ci. La supervision doit permettre d’anticiper les problèmes et de faire remonter les informations sur l’état des équipements et des logiciels. Plus le système est important et complexe, plus la supervision devient compliquée sans les outils adéquats. Cette supervision peut être effectuée via la mesure de trafic réseau.
Une grande majorité des logiciels de supervision sont basés sur le protocole SNMP qui existe depuis de nombreuses années.
La plupart de ces outils permettent de nombreuses fonctions dont voici les principales : 
- Surveiller le système d’information
- Visualiser l’architecture du système
- Analyser les problèmes
- Déclencher des alertes en cas de problèmes
- Effectuer des actions en fonction des alertes
- Réduire les attaques entrantes

La tâche de l’administrateur est alors simplifiée. Il n’a plus qu’à faire une vérification ou réaliser une action en fonction d’une alerte déclenchée.

## Administration de réseaux[2],[3]
L'administration désigne plus spécifiquement les opérations de contrôle du réseau avec la gestion des configurations et de sécurité.
De façon générale, une administration de réseaux a pour objectif d'englober un ensemble de techniques de gestion mises en œuvre pour:
- Offrir aux utilisateurs une certaine qualité de service;
- Permettre l'évolution du système en incluant de nouvelles fonctionnalités;
- Rendre opérationnel un système

L'administration d'un réseau peut se décomposer en trois types d'administration 

### Utilisateurs (ou consommateur de service)
L'administration des utilisateurs fournit l'ensemble des mécanismes nécessaires pour une personne afin d'utiliser le réseau, à savoir :
- Accessibilité et Connectivité aux applications : l'utilisateur doit pouvoir se connecter aux différentes applications fournit par le réseau et doit disposer d'un ensemble d'outils lui assurant une certaine transparence au niveau des méthodes d'accès et connexions aux applications;
- L’accès aux serveurs de noms, afin de permettre la localisation des ressources et d'assurer à l'utilisateur l'existence et l'utilisation de ces ressources.
- La Confidentialité et la Sécurité. Le système doit fournir l'ensemble des mécanismes qui permettent de garantir la confidentialité des informations de l'utilisateur, de sécuriser son environnement et de prévenir toute perte ou altération des échanges effectués par l'utilisateur.
- La Qualité de service fournit à l'utilisateur. Il s'agit principalement de la disponibilité et des performances du système et sa capacité à assurer le service attendu.

### Serveurs (ou fournisseur de service)
L'administration des serveurs fournit tous les mécanismes suivant :
- La Connexion et la Distribution des applications sur tout le réseau, afin de permettre la relation entre les différents services;
- La Gestion et la Distribution des données, comme pour les utilisateurs, doivent garantir la fiabilité de transmission des informations et offrir des outils permettant le transfert de ces informations. C'est  le rôle des outils de transfert de fichiers, qui permettent le partage des capacités de stockage entre plusieurs systèmes;
- la Gestion des applications, est essentiellement lié au contrôle et à la protection des accès de ces applications par la distribution de droits, et de différents protocoles de contrôle d'utilisation de ressources concernant les applications utilisés.

### Machine de transport
L'administration de la machine de transport consiste à fournir : 
- les opérations de réseau, dont le rôle est de permettre l'intervention sur le fonctionnement et la modification du réseau;
- la liste des incidents réseau par la mise en place de protocoles de détection et de correction. Lorsqu'une alerte est déclenchée, des actions vont être prises pour résoudre l'incident et de ce fait, réduire son influence et ses perturbations sur l'ensemble du réseau;
- les performances fournies par le réseau, le but est d'afficher et d'évaluer le système par un ensemble de paramètres comme le temps de réponse ou la charge du système;
- les coûts, afin de pouvoir les mesurer (dans un réseau, les coûts d'utilisation sont complexes à évaluer puisqu'ils concernent un ensemble de composants distribués);
- la configuration, le but est de déterminer la meilleure configuration du réseau afin d'améliorer les performances du système et la qualité du service;
- l'inventaire, qui a pour rôle de tenir à jour en temps réel la liste des éléments logiciels et matériels qui constituent un réseau;
- l'évolution et les changements, l'objectif est de fournir les informations permettant de déterminer les nouveaux besoins et les parties du système concernées par ces besoins de changement.

## Exploitation de réseaux
De nos jours, les systèmes d'exploitation à savoir les systèmes UNIX, Linux, MacOS et Windows gèrent tous l'aspect exploitation des réseaux et les procédures, fonctions associés.

## Sécurité de réseaux[4],[5]
Avec l'apparition des nouvelles technologies et la diversification des types de réseaux comme la multiplication des mobiles connectés et le développement des solutions de cloud computing, la gestion des solutions de sécurité réseau est devenue une tâche complexe.

### Menaces
Voici une liste des menaces (non exhaustive) pouvant affecter la sécurité d'un réseau informatique.
- Virus
- Cheval de Troie
- Mouchard
- Attaque par déni de service
- Analyseur de paquets
- Ingénierie sociale

### Outils
Voici une liste (non exhaustive) des outils généralement utilisés pour gérer ces différentes menaces.
- Logiciel antivirus
- Réseau privé virtuel
- Service de vérification d'identité
- Chiffrement
- Gestion de la sécurité

## Performance de réseaux[6],[7],[8],[9]
L’efficacité des réseaux dépend de la manière dont se font les échanges d’informations. Ces échanges sont effectués grâce à des mécanismes qui président comme les protocoles, ceux-ci représentent l’ensemble des règles décrivant la manière de faire transiter les informations sur un réseau. L'évaluation de la performance d'un réseau peut être effectuée de plusieurs façons et revient à mesurer la rapidité et la fiabilité d'une transmission de données.

### Modélisation mathématique
L'évaluation de la performance d'un réseau grâce à la modélisation mathématique repose sur des calculs complexes et se déroule en plusieurs étapes. Il est cependant à noter que cet outil de mesure n'est valable que pour les réseaux d'une taille relativement réduite (moins de trois liens) car les calculs gagnent fortement en complexité au-delà de ce seuil.
1. Représentation du modèle : Cette représentation graphique permettra de mettre en place les différentes équations nécessaires aux calculs suivants.
2. Calcul du taux de blocage : Ce taux représente le pourcentage de clients qui n'ont pas pu accéder au réseau par manque de ressources. Plus ce taux est faible, meilleure est la performance du réseau.
3. Calcul du taux de congestion : Ce taux représente la perte de paquets engendrée quand les demandes d’utilisation des ressources sont plus grandes que les capacités effectives de ces ressources. Plus ce taux est faible, meilleure est la performance du réseau.
4. Calcul du taux d'insatisfaction : Ce taux représente le pourcentage de clients n’obtenant pas les ressources demandées. Une fois de plus, plus ce taux est faible, meilleure est la performance du réseau.
5. Calcul du débit moyen : Le débit moyen représente la vitesse de transition des paquets sur le réseau en moyenne pour une durée donnée. Plus le débit moyen est élevé, meilleure est la performance du réseau.
6. Calcul du taux de perte : Ce taux représente le pourcentage de paquets perdus lors de leur transition le réseau. Encore une fois, plus ce taux est faible, meilleure est la performance du réseau.
7. Comparaison des métriques : Cette étape finale sert à représenter les différentes mesures sous forme de courbe sur un même graphique pour évaluer les différents critères sur lesquels agir en priorité pour améliorer la performance du réseau